# Dolichurus crenatus
Dolichurus crenatus är en  stekelart som beskrevs av Ohl 2002. Dolichurus crenatus ingår i släktet Dolichurus och familjen Ampulicidae. Inga underarter finns listade i Catalogue of Life.